# Combretum contractum
Combretum contractum är en tvåhjärtbladig växtart som beskrevs av Adolf Engler och Diels. Combretum contractum ingår i släktet Combretum och familjen Combretaceae. Inga underarter finns listade i Catalogue of Life.